# Заболоття (Вараський район)
За́болоття — село в Україні, у Вараській громаді Вараського району Рівненської області. Населення становить 1126 осіб.

## Географія
Село розташоване на правому березі річки Стир.

## Населення
За переписом населення 2001 року в селі мешкала 1 126 особа.

### Мова
Розподіл населення за рідною мовою за даними перепису 2001 року:
| Мова            | Кількість | Відсоток |
| --------------- | --------- | -------- |
| українська      | 1117      | 99.20%   |
| російська       | 5         | 0.44%    |
| білоруська      | 3         | 0.27%    |
| інші/не вказали | 1         | 0.09%    |
| Усього          | 1126      | 100%     |

## Історія
Засноване село у 1583 році. У червні 2019 року парафіяни православної місцевої громади визначили на загальних зборах приєднатись до ПЦУ: 216 членів громади із 223 присутніх на зборах проголосували за перехід від РПЦвУ до ПЦУ.

### Історія бібліотеки
Оскільки с. Заболоття тісно межувало з с. Полонне, в 1986 році книжковий фонд обох сільських бібліотек були об'єднані в один — Заболотівську сільську бібліотеку.
Книжковий фонд з приміщення клубу перенесли в житловий будинок. До послуг читачів був книжковий фонд в кількості 6500 екземплярів, читальний зал, дитяча кімната, книгосховище. Опалення було пічне.
З 1988 року по 2002 рік бібліотека не мала постійного приміщення. Двічі її книжковий фонд переносили в різні будови на території сільської ради.
В вересні 2003 року об'єдналися шкільна бібліотека і сільська в одну: публічно — шкільну бібліотеку с. Заболоття.
В даний час бібліотека знаходиться в приміщенні школи. Займає дві невеликі кімнати. Опалення централізоване.
До послуг користувачів — книжковий фонд в кількості 8360 примірників книг, систематичний каталог, картотека, читачі — 408, книговидача — 8235.
Завідує бібліотекою Затірка Надія Степанівна, яка має середню — спеціальну освіту. Бібліотечний стаж роботи 31 рік.